# Tin Plavotić
Tin Plavotić (* 30. Juni 1997 in Wien) ist ein kroatisch-österreichischer Fußballspieler.

## Karriere

### Verein
Plavotić begann seine Karriere bei der SV Schwechat. 2010 wechselte er zum FC Admira Wacker Mödling. Im Mai 2015 debütierte er für die Amateurmannschaft der Admira in der Regionalliga, als er am 25. Spieltag der Saison 2014/15 bei der 4:2-Niederlage gegen den SR Donaufeld Wien in der Startelf stand und den Treffer zum zwischenzeitlichen 3:2 erzielen konnte.
Zur Saison 2015/16 wechselte er nach Deutschland zu den A-Junioren des FC Schalke 04. Im Sommer 2016 rückte Plavotić in den Kader der Regionalligamannschaft auf. Im Jänner 2017 wechselte er nach England zum Zweitligisten Bristol City, wurde jedoch direkt an den Viertligisten Cheltenham Town verliehen. Sein Debüt in der League Two gab er im Februar 2017, als er am 29. Spieltag der Saison 2016/17 gegen den AFC Newport County in der Startelf stand.
Im Jänner 2018 wurde er erneut verliehen, diesmal an den FC Barnet. Im September 2018 kehrte er nach Österreich zurück und wechselte zum Zweitligisten Floridsdorfer AC. In drei Spielzeiten bei den Wienern absolvierte er 67 Partien in der 2. Liga, in denen er drei Tore erzielte.
Zur Saison 2021/22 wechselte er zum Bundesligisten SV Ried, bei dem er einen bis Juni 2023 laufenden Vertrag erhielt. Für die Rieder absolvierte er 58 Partien in der Bundesliga, aus der er mit der Mannschaft 2023 allerdings abstieg. Daraufhin blieb er der Liga aber erhalten und wechselte zur Saison 2023/24 zum FK Austria Wien.

### Nationalmannschaft
Plavotić debütierte im Jänner 2016 in einem Testspiel gegen Slowenien für die kroatische U-19-Nationalmannschaft.